# KIF21A
KIF21A, kinesin family member 21A, est une protéine de la famuille des kinésines encodée chez l’homme par le gène KIF21A situé sur le chromosome 12 humain.